# Preparación (aprendizaje)
En psicología, el término preparación (del inglés preparedness) se refiere a un concepto desarrollado para explicar por qué determinadas asociaciones se aprenden más fácilmente que otras. Por ejemplo, las fobias relacionadas con la supervivencia, tales como fobia a serpientes, arañas o a las alturas, son mucho más comunes y mucho más fáciles de inducir en el laboratorio que otro tipo de miedos. Según el psicólogo Martin Seligman, esto sería el producto de nuestra historia evolutiva. Dicha teoría afirma que aquellos organismos que aprendieron a temer a las amenazas ambientales con mayor rapidez, adquirieron una ventaja de supervivencia y reproductiva. De este modo, la predisposición innata para asustarse ante estas amenazas se convirtió en un rasgo humano adaptativo.
El concepto de preparación también ha sido utilizado para explicar por qué las aversiones gustativas se aprenden tan rápida y consistentemente en comparación con otros tipos de condicionamiento clásico.